# 秀弄蝶屬
秀弄蝶屬（學名：Pseudosarbia）是弄蝶科弄蝶亞科中的一個屬。物種分佈於新熱帶界。

## 物種
- Pseudosarbia flavofasciata Skinner, 1921
- 秀弄蝶 Pseudosarbia phoenicicola Berg, 1897